# Cyjanek cynku
Cyjanek cynku, Zn(CN)
2 – nieorganiczny związek chemiczny z grupy cyjanków, sól kwasu cyjanowodorowego i cynku.